# Bengasi-Abkommen
Das Bengasi-Abkommen war ein Abkommen zwischen den wichtigsten Parteien im Libysch-Tschadischen Grenzkrieg, das am 27. März 1978 in Bengasi unterzeichnet wurde.

## Vorgeschichte
Im Jahr 1978 konnte Gaddafi mit der Verbündeten FAP unter der Leitung von Goukouni Oueddei im Rahmen der Ibrahim-Abachta-Offensive eine Reihe militärischer Erfolge gegen die Truppen des tschadischen Präsidenten Malloum und der Verbündeten FAN und Hissene Habre erzielen. Nach der Schlacht um Faya-Largeau beherrschte die pro-libysche Koalition weite Teile des Nord-Tschads. Militärisch am Rande einer Niederlage, wurde Malloum vom Verbündeten Frankreich dazu bewegt einen Waffenstillstand auszuhandeln, der am 19. Februar 1978 in Kraft trat. Unter Vermittlung des nigrischen Präsidenten Seyni Kountché und des Sudans gelang bei einer Internationalen Friedenskonferenz im libyschen Sabha eine weitere diplomatische Annäherung zwischen Libyen und dem Tschad, vor allem wurden die diplomatischen Beziehungen wieder aufgenommen.

## Inhalt des Abkommens
Unter internationalem Druck, insbesondere von Frankreich und dem Sudan, erklärte sich Malloum bereit, ein Abkommen mit dem libyschen Machthaber Gaddafi zu schließen, das in der libyschen Stadt Bengasi ausgehandelt wurde.
Die wichtigsten Punkte des Abkommens waren:
- Der Tschad erkannte die Rebellengruppe FROLINAT, die von Oueddei dominiert wurde[2] und damit unter libyschem Einfluss stand, an.
- Beide Seiten verständigten sich auf einen Waffenstillstand.
- Bewegungsfreiheit im Tschad sollte wiederhergestellt werden.
- Eine Libysch-Nigrische Kommission überwachte die Umsetzung der Ergebnisse.
- Der Tschad verzichtete auf eine französische Militärpräsenz im Land.

Das Abkommen trug die Handschrift Gaddafis, der seinem Verbündeten Oueddei eine stärkere Position verschaffte und das militärische Gleichgewicht durch den Abzug französischer Truppen und die Stationierung einer libyschen Truppe zu seinen Gunsten verschob.

## Folgen
Bereits am 15. April brach Oueddei das Abkommen und marschierte mit seinen Truppen auf N’Djamena.